# Owain Fôn Williams
Owain Fôn Williams (Caernarfon, Gales, 17 de marzo de 1987) es un exfutbolista galés que jugaba de portero. Desde 2022 es entrenador de porteros del Fleetwood Town F. C. inglés.

## Selección nacional
Fue internacional con la selección de fútbol de Gales en una ocasión y formó parte del equipo que participó en la Eurocopa 2016.

### Participaciones en Eurocopas
| Copa          | Sede    | Resultado   | Partidos | Goles |
| ------------- | ------- | ----------- | -------- | ----- |
| Eurocopa 2016 | Francia | Semifinales | 0        | 0     |

## Clubes

### Como jugador
| Club                                | País           | Año       |
| ----------------------------------- | -------------- | --------- |
| Crewe Alexandra F. C.               | Inglaterra     | 2006-2008 |
| Stockport County F. C.              | Inglaterra     | 2008-2011 |
| Bury F. C. (cedido)                 | Inglaterra     | 2010-2011 |
| Rochdale A. F. C.                   | Inglaterra     | 2011      |
| Tranmere Rovers F. C.               | Inglaterra     | 2011-2015 |
| Inverness Caledonian Thistle F. C.  | Escocia        | 2015-2019 |
| Indy Eleven (cedido)                | Estados Unidos | 2018      |
| Hamilton Academical F. C.           | Escocia        | 2019-2020 |
| Dunfermline Athletic F. C. (cedido) | Escocia        | 2020      |
| Dunfermline Athletic F. C.          | Escocia        | 2020-2022 |

### Como entrenador de porteros
| Club                        | País           | Año           |
| --------------------------- | -------------- | ------------- |
| Northern Colorado Hailstorm | Estados Unidos | 2022          |
| Fleetwood Town F. C.        | Inglaterra     | 2022-presente |